# Seririt (ort)
Seririt är en distriktshuvudort i Indonesien.   Den ligger i provinsen Provinsi Bali, i den sydvästra delen av landet, 900 km öster om huvudstaden Jakarta. Seririt ligger 17 meter över havet och antalet invånare är 25 000. Den ligger på ön Bali.
Terrängen runt Seririt är kuperad åt sydost, men västerut är den platt. Havet är nära Seririt norrut.Runt Seririt är det tätbefolkat, med 683 invånare per kvadratkilometer. Närmaste större samhälle är Banjar, 3,2 km öster om Seririt. I omgivningarna runt Seririt växer i huvudsak städsegrön lövskog.